# Aníbal Pinto Garmendia

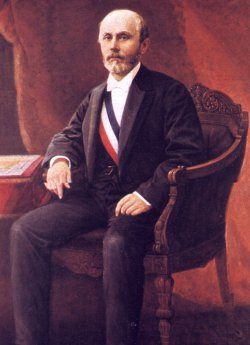
Aníbal Pinto Garmendia

Aníbal Pinto Garmendia (* 15. März 1825 in Santiago de Chile; † 9. Juni 1884 ebenda) war von 1876 bis 1881 Präsident von Chile.

## Leben
Aníbal Pinto wurde als Sohn von Francisco Antonio Pinto Díaz geboren, der zwischen 1827 und 1829 chilenischer Präsident war. Seine Mutter stammte aus Argentinien und so besuchte Pinto auch das Collegio Argentino in Santiago. Anschließend studierte er bis 1844 am Instituto Nacional, allerdings nur bis zum Bakkalaureus.
Als Mitglied einer Delegation von Präsident Manuel Bulnes Prieto reiste er im Januar 1845 nach Europa, zum Vatikan; seine anschließende Bildungsreise durch Europa dauerte insgesamt vier Jahre, er machte in mehreren Ländern Station, am längsten hielt er sich in Paris auf.
Nach seiner Rückkehr 1851 widmete er sich der Verwaltung der umfangreichen Familiengüter; politisch zählte Pinto zur Opposition gegen Präsident Manuel Montt Torres, den er in Zeitungsartikeln scharf angriff. Auch wissenschaftlich betätigte Aníbal Pinto sich, als er 1852 mit einer Arbeit über die Philosophie von René Descartes in die philosophische Fakultät der Universidad de Chile aufgenommen wurde. Im selben Jahr bewarb er sich erstmals um ein Parlamentsmandat und vertrat bis 1873 verschiedene Wahlkreise im Abgeordnetenhaus. 1855 heiratete er Delfina Cruz y Zañartu. Die aristokratischen Kreise im kleinen Süden Chiles, denen Pinto entstammte und die ihn umgaben, trieben wesentlich die Revolution von 1859 gegen Präsident Manuel Montt.
Der neue Präsident José Joaquín Pérez Mascayano ernannte Pinto 1862 zum Bürgermeister von Concepción, ein Amt, das er bis 1871 innehatte. Im September 1871 berief ihn Präsident Federico Errázuriz Zañartu zum Kriegs- und Marineminister. Der Aristokrat, Humanist und Pazifist Pinto musste in diesem Amt Lehrgeld bezahlen, Kritiker warfen ihm
mangelndes Verständnis für die Sichtweise seiner Generäle vor und beschuldigten ihn, die Augen vor der Krise zu verschließen, die zwischen Chile und seinen Nachbarn – besonders Peru und Bolivien – eskalierte. Anfang 1875 trat Aníbal Pinto als Kriegsminister zurück und konzentrierte sich auf die Präsidentschaftskandidatur.
Als Kandidat der Nationalen und einiger Liberaler gewann Pinto die Abstimmung auf dem Parteitag der Allianza Liberal, und im Kongress erzielte er am 30. August 1876 293 von 307 Stimmen. Am 18. September übernahm er die Amtsgeschäfte vom scheidenden Präsidenten Errázuriz.
Der Beginn der Amtszeit von Aníbal Pinto war von wirtschaftlichen Problemen geprägt. Im Kielwasser der Weltwirtschaftskrise, die in Europa etwa mit dem Zusammenbruch des Gründerzeit-Booms in Deutschland zusammenfiel, kam auch Chile – mit entsprechender zeitlicher Verzögerung – ins Straucheln. Zudem lag der Kupferpreis im Keller, und die chilenischen Exporterlöse litten demgemäß. Hinzu kamen schwere Überschwemmungen, die Chile im Jahre 1877 heimsuchten und einen guten Teil der ohnehin schwach ausgebauten Verkehrswege zerstörten, sowie ein Erdbeben, das die Häfen im Norden heimsuchte.
Der Staat reagierte mit schweren Eingriffen ins Wirtschaftsleben: So wurden Devisenbeschränkungen eingeführt und der Umtausch chilenischer Banknoten für ein Jahr verboten. Erst mit dem Salpeterkrieg und den daraufhin sprudelnden Export-Einnahmen aus den annektierten Gebieten im Norden gewann die chilenische Wirtschaft wieder an Schwung.
Im Süden erhöhten sich die Spannungen mit Argentinien um strittige Gebietsansprüche in Patagonien. In Santiago de Chile meldeten sich reihenweise Studenten als Freiwillige, während die argentinische Flotte sich bereits in Richtung Magellanstraße aufgemacht hatte. Zuletzt konnte der Streit doch noch auf diplomatischen Wege beigelegt werden; im Fierro-Sarratea-Vertrag von 1878 verzichtete Chile auf Gebietsansprüche östlich der Wasserscheide der Anden und überließ damit den Großteil der patagonischen Ebene den Argentiniern. Am 23. Juli 1881 wurde der Grenzvertrag von 1881 zwischen Chile und Argentinien geschlossen, der den chilenischen Anspruch auf die Magellanstraße und den westlichen und südlichen Teil von Feuerland dokumentierte und zusicherte.
Im Norden dagegen kam es zum Krieg, als die neue bolivianische Regierung unter General Hilarión Daza im Jahr 1878 eine Erhöhung der Steuer auf Salpetererlöse nehmen wollte, die zwar auf bolivianischem Gebiet, aber – gemäß einem Vertrag von 1874 – mit fixierten Steuerpflicht gegenüber Bolivien bleiben sollten. Als die Salpetergesellschaften (in chilenischer und englischer Hand) sich weigerten, die erhöhten Abgaben zu leisten, befahl die bolivianische Regierung die Konfiskation der Minen. Am 14. Februar 1879 landete daraufhin ein chilenisches Expeditionskorps unter dem Obersten Emilio Sotomayor Baeza in Antofagasta und besetzte die Stadt. Die bolivianische Regierung antwortete mit einer Kriegserklärung an Chile.
Die chilenische Regierung in Santiago baute darauf, dass Peru sich in diesem Konflikt neutral verhalten würde, aber die Regierung in Lima fühlte sich einem Geheimvertrag mit Bolivien verpflichtet, der Peru seit 1873 zum Beistand verpflichtete. Als dies bekannt wurde, erklärte Chile am 5. April 1879 sowohl Bolivien als auch Peru den Krieg.
Die ersten größeren Kampfhandlungen dieses Krieges begaben sich in der peruanischen Hafenstadt Iquique, wo die chilenische Flotte ihre Korvette Esmeralda mitsamt dem Großteil der Besatzung verlor. Dieser Verlust, zum heroischen Opfer stilisiert, löste eine Welle der Kriegsbegeisterung aus, tausende junger Männer meldeten sich freiwillig und Anfang 1881 besetzte die chilenische Armee schließlich Lima, die Hauptstadt von Peru.
Innenpolitisch hatte der Krieg keine Einigung gebracht, im Gegenteil: Kriegsministerium und die Heeresleitung des Ejército de Chile stritten sich um Strategie, Vorgehen und die Vorherrschaft in der Kriegsführung. Im Januar 1881 nutzten zudem die Mapuche-Indianer im Süden des Landes den Abzug der dort stationierten chilenischen Truppen zum Krieg in den Norden, um ihrerseits zum Aufstand gegen die Landnahme der Weißen zu schreiten.
Im September 1881 übergab Aníbal Pinto die Präsidentenwürde an seinen gewählten Nachfolger Domingo Santa María González, der zuvor in seinem Kabinett Innenminister gewesen war. Pinto zog sich in sein Haus in Valparaíso zurück; als vergleichsweise junger Elder Statesman erhielt er etliche Angebote für Repräsentationsaufgaben. Aber sein schlechter Gesundheitszustand verbot ihm weiteres Engagement, lediglich bei der Feuerwehr von Santiago übernahm er den Vorsitz. Im Alter von 59 Jahren starb er im Juni 1884 an einem Herzleiden.
| Personendaten    | Personendaten           |
| ---------------- | ----------------------- |
| NAME             | Pinto Garmendia, Aníbal |
| KURZBESCHREIBUNG | Präsident von Chile     |
| GEBURTSDATUM     | 15. März 1825           |
| GEBURTSORT       | Santiago de Chile       |
| STERBEDATUM      | 9. Juni 1884            |
| STERBEORT        | Santiago de Chile       |